# Xiphinema americanum
Xiphinema americanum är en rundmaskart som beskrevs av Nathan Augustus Cobb 1913. Xiphinema americanum ingår i släktet Xiphinema och familjen Longidoridae. Inga underarter finns listade i Catalogue of Life.